# Абу аль-Атахия

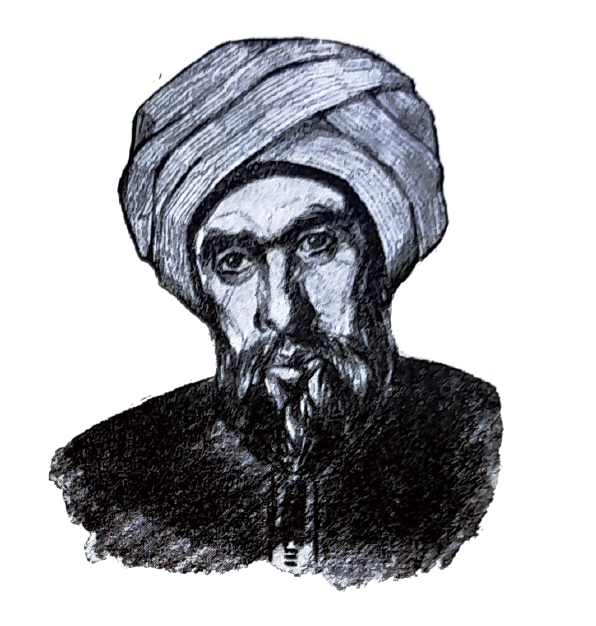
Воображаемый набросок, изображающий арабского поэта Абу аль-Атахийю

Абу Исхак Исмаил ибн аль-Касим, известный как Абу аль-Атахия (араб. أبو العتاهية‎; 748, Айн ат-Тамр, Кербела — 826 или 828, Багдад) — первый арабский философ-поэт, основатель философско-аскетического направления в поэзии. Его произведения представляют собой поучения в стихах на тему о тленности всего земного и возвышенно-нравственной жизни, являясь лучшими образцами жанра зухдийят. Считается, что Абу аль-Атахия умышленно упрощал стиль своих произведений для лучшего понимания простыми людьми. Прозвище «Абу аль-Атахия» дословно означает «Отец Безумия».

## Биография
Родился около Куфы (совр. Ирак) в семье цирюльника и в детстве занимался продажей гончарных изделий.
Рано проявившийся поэтический талант Абу аль-Атахийи встретил всеобщее признание, и большую часть жизни он провёл в Багдаде в качестве придворного поэта-панегириста халифов аль-Махди, Харуна ар-Рашида, аль-Амина и аль-Мамуна. Трогательная несчастная любовь поэта к Утбе, вольноотпущеннице и приближённой жены халифа аль-Махди, принесла ему много горестей.
Абу аль-Атахия был поэтом философско-аскетического мировоззрения, сложившегося как реакция на вольность нравов, царившую в Халифате. Любовная лирика Абу аль-Атахийи, пессимистична и наполненная философскими размышлениями, позже стали основным жанром его творчества. В его поэзии, обличавшей процветавшую в столице Халифата распущенность, содержалась хотя и косвенная, но достаточно острая критика придворных нравов. Вероятно, из-за этого главное место здесь занимает тема покаяния и проповедь аскетизма. Он стремился к общедоступности поэтического языка, отступая от традиционных норм современной ему поэзии.
Умер между 826 и 828 годом в Багдаде.

## В популярной культуре
Стихотворения Абу аль-Атахия были использованы российской рок-группой «Статус» при создании песен «Голос тьмы» и «Истина», записанных в 1989 году и выпущенных в альбоме «Исповедь» фирмой «Мелодия» в 1990 году.